# البحث المتسع الاول
يُشير مصطلح بحث العرض أولا أو البحث أفقي الأولوية إلى خوازمية لبحث الرسوم البيانية، يتم فيها المرور الممنهج على العقد في كل مستوى قبل الانتقال إلى المستوى الذي يليه.

## كيفية العمل
بدءًا من أي رأس (v∈V(G ، تتم زيارة جميع الرؤوس المجاورة لالرأس v أولاً، ثم الرؤوس المجاورة لكل من الرؤوس المجاورة لالرأس v ، أي الرؤوس على مسافة حافتين نسبة إلى v ، وهلم جرا.
لكي يكون ترتيب زيارة الرؤس متسقًا مع وصفها النظري، فإن خوارزمية BFS عبارة عن مخطط تكراري مبني حول طابور Q ، يمثل البنية البيانية المركزية للانغراز العملي للخوارزمية، وهي نظريّا مجموعة مرتّبة يتم فيها إدخال العناصر من «الذيل» ونزعها من «الرأس»، وبهذا الشكل أوّل عنصر يضاف إلى Q هو أول من يخرج منها مع حفاظ ترتيب كل العناصر الموجودة في القائمة.
في كل تكرار تتم زيارة موجة من الرؤوس متساوية المسافة من v ، ونرى أنها تنتشر خلال العملية، حتى يتم زيارة جميع الرؤوس في البيان التي يمكن الوصول إليها من v.
تعاد هذه العملية لكل المكونات المتصلة في البيان (G(V،E

## خوارزمية BFS

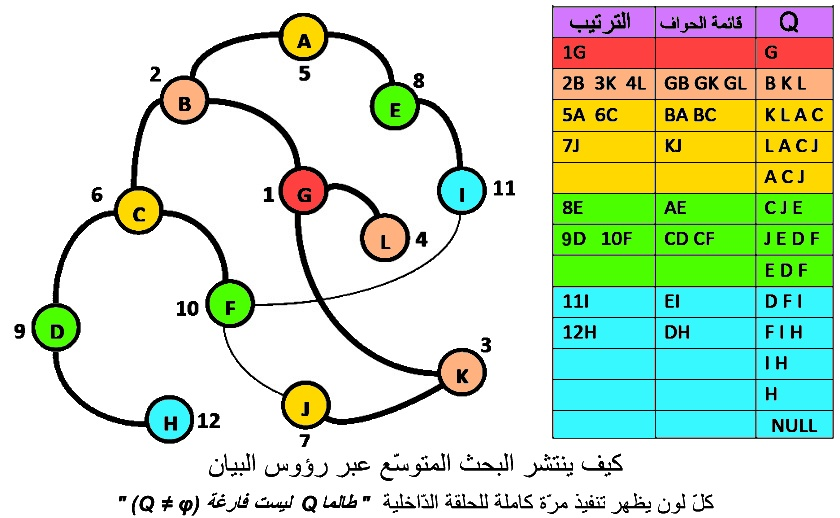

ضع علامة 0 على كل رؤوس (G(V،E
قائمة الحواف A ← φ (مجموعة فارغة)
طابور الزيارات Q ← φ (مجموعة فارغة)
C ← 1
طالما علامة رأس v هي 0
C ← علامة الرأس v
1+C ← C
{Q ← Q ∪ {v
طالما Q ليست فارغة (Q ≠ φ)
لجميع الرؤوس ui المجاورة لـ v0 وهو الرأس الأول في Q
إذا ui له علامة 0
C ← علامة ui
1+C ← C
ضف (vo،ui) إلى قائمة الحواف A
{Q ← Q ∪ {ui
نهاية إذا
نهاية لجميع
{Q ← Q - {v0 (حدف الرأس الأول من الطابور Q)
نهاية طالما
نهاية طالما

## الخصائص والتطبيقات
- عدد المكونات المتصلة في البيان (G(V،E هو عدد مرات تنفيذ الحلقة الخارجية «طال ما علامة رأس v هي 0» في الخوارزنية
- يصلح استعمال BFS في كل بيان بغض النظر سواء كان البيان موجها أم لا
- تشكل الحواف التي تم عبورها بواسطة BFS شجرة مسارات أقصر مسافات بين رأس الانطلاق (و هو جذر الشجرة) وجميع الرؤوس الأخرى في (G(V،E. المسافة هنا تقدّر بعدد الحواف التي تكوّن المسار.

لخوارزمية BFS العديد من التطبيقات، معظمها كروتين أولية في الخوارزميات ذات أكثر تعقيد المألوفة في نظرية البيانات والتدفق في الشبكات، والأكثر استخداما من بينها هي:
- الكشف عن حلقة في بيان موجه (G(V،A
- اختبار استوائبة البيان (G(V،E[2]
- خوارزميات اختبار الوصول أو مسألة المجاورة المتعدية[3] ، وهي امكانية الانتقال من رأس إلى آخر في البيان عبر الحواف الموجودة